# Phật

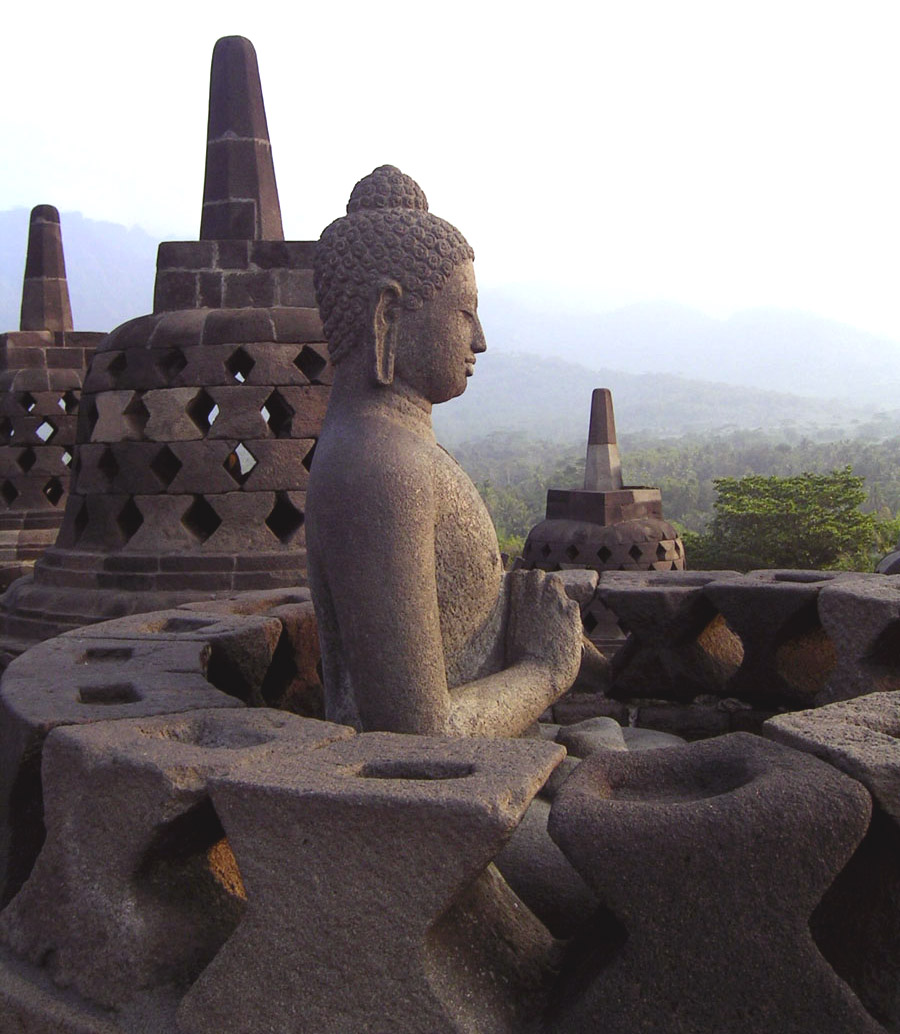
Tượng Phật tại Borobudur, Indonesia

Phật (chữ Hán: 佛, tiếng Phạn/tiếng Pali: बुद्ध, phiên âm: Buddha) hay Bụt (Chữ Nôm: 侼, hoặc Bụt Đà, chữ Phạn: Buddha) trong Phật giáo nghĩa là Bậc Giác Ngộ, dùng để chỉ đến một vị Vô Thượng Chánh Đẳng Chánh Giác đã đạt đến sự tinh khiết và hoàn thiện trong đạo đức, trí tuệ thông qua nỗ lực của bản thân trong việc thực hiện các pháp Ba-la-mật ở rất nhiều kiếp sống, tâm trí hoàn toàn không còn vô minh - gốc rễ gây ra sinh tử. Đó là một trí tuệ vĩ đại (Nhất thiết trí) cùng với sự từ bi vô hạn với tất cả mọi chúng sinh khác, không phân biệt đối tượng. Sự giác ngộ ấy có tính chất siêu nhiên, theo Phật giáo thì nó không thể diễn đạt bằng ngôn ngữ được mà chỉ có thể hiểu hoàn toàn khi đã trải nghiệm nó. Những chúng sinh đang trên con đường để trở thành một vị Phật, chuyên tâm thực hiện các hạnh Ba-la-mật, phát tâm từ bi được gọi là Bồ tát. Khi thành Phật, không chỉ về mặt trí tuệ và đức hạnh mà còn toàn diện về mặt hình thể Ba mươi hai tướng tốt - Tám mươi vẻ đẹp vô cùng thanh tịnh, tuy nhiên Phật toàn giác không toàn năng (Đức Phật là bậc "toàn tri", "toàn giác" nhưng không "toàn năng". Đức Phật chỉ là người chỉ ra con đường để đi đến giải thoát, và do không toàn năng nên Đức Phật không thể ban, cho, thưởng, phạt bất cứ ai, mỗi người phải tự tu hành mới đạt được kết quả của riêng mình).
Từ này thường để chỉ một vị Phật trong lịch sử tên là "Thích Ca Mâu Ni", một nhân vật có thật đã truyền bá tư tưởng của mình ở lục địa Ấn Độ vào thế kỷ 5 trước công nguyên, và những giáo lý ấy đã được làm nền tảng để khai sinh ra Phật giáo. Nhưng theo lời giảng của chính Tất-đạt-đa Cồ-đàm thì Ngài chỉ là vị Phật duy nhất trên Trái Đất trong thời kỳ này, chứ nếu xét rộng ra toàn vũ trụ, xét cả quá khứ - tương lai thì ngoài Ngài ra còn có vô số vị Phật khác nữa, họ tồn tại ở các thế giới khác hoặc ở những thời điểm khác: nhiều vị đã đắc đạo ở quá khứ, nhiều vị đang sống trong hiện tại (ở những thế giới khác) và nhiều vị sẽ đắc đạo ở tương lai. Cũng theo lời Ngài, trong tương lai rất xa về sau, trên Trái Đất sẽ xuất hiện một vị nữa đắc đạo thành Phật, đó là Bồ Tát Di Lặc thành Phật Di Lặc.
Theo Phật giáo, thời đại xuất hiện một vị Phật là rất hiếm. Vì có nhiều thời kỳ, có nhiều giai đoạn rất dài trong các chu kỳ thế giới không hề xuất hiện một vị Phật nào, nếu có thì cũng chỉ có những vị Phật Độc Giác, các vị này xu hướng ít tuyên thuyết giáo pháp, cho nên chúng sinh không có phương tiện giải thoát. Vị Phật thường được xem là đại diện cho các vị Phật quá khứ là Nhiên Đăng Cổ Phật. Trong khi vị Phật tương lai được cho là sẽ xuất hiện ở Trái Đất này là Di-lặc. Trong Phật giáo Bắc tông thì còn chia ra Phật mẫu(phật bà), Phật vương, Phật tổ(Phật chủ), Phật tử. Ngoài ra còn có những tầng tu hành thấp hơn Phật như: Duyên giác (Phật độc giác), Thanh văn (là những người nghe Phật giảng dạy mà tu được quả vị A-la-hán).

## Từ nguyên
Từ "Buddha" hay còn gọi là "Buddhaya" có nghĩa là bậc trí giả, người hiểu biết; tiếng Việt gọi là "Bụt", "Bụt-đà" hay "Bụt-đà-da", còn được gọi là "Phật" trong tiếng Hán. Trong các tác phẩm văn học dân gian "Phật" được sử dụng phổ biến hơn "Bụt" vì thời Trịnh – Nguyễn phân tranh, hai bên đều có xu hướng mời các cao tăng từ Trung Quốc sang để hoằng hóa nên từ Bụt bị lấn át mất và dần dần đi vào quên lãng. "Bụt" là từ phiên âm tiếng Việt bắt nguồn từ chữ Phạn Buddhã. Từ Bụt đã xuất hiện trong ngôn ngữ Việt sớm nhất là vào thế kỷ thứ 2 và muộn nhất là thế kỷ thứ 6 và từ này là do các thiền sư Ấn đầu tiên dịch ra từ chữ Phạn Buddhã, có nghĩa là bậc Đại Giác, Đại Trí, bậc Giác Ngộ, Người Đạt Trí Tuệ Tột Cùng.
Danh từ Bụt được phiên âm từ chữ Phạn Buddhã, vì cùng một âm B với nhau. Trong tiếng Anh và Pháp cùng đều dùng âm B để dịch như thế (Pháp: Boudha, Anh: Buddha); ở nhiều nước Phật giáo Nam Tông cũng dùng âm B để dịch chữ Buddhã từ tiếng Phạn, tuy giọng đọc có khác nhau đôi chút. Theo trào lưu chung thống nhất cách phiên âm thì hiện nay, Phật giáo Bắc tông mà Trung quốc là tâm điểm, từ lâu vẫn dịch Buddhã là Phật-đà (佛 陀) nay vừa mới bắt đầu dùng chữ Bột đà (勃 陀) để gọi bậc Giác ngộ. Theo Tự điển Phật Học Hán Việt, Phân viện Nghiên cứu Phật học Hà Nội, xuất bản 1992, mà sách tham khảo là Thực Dụng Phật Học Từ điển của Lô Quán Cao và Hà Tử Bồi xuất bản ở Thượng Hải, thì: Bột đà 勃 陀 Buddha (Thuật ngữ), còn gọi là Bột đà. Cách gọi cũ là Phật đà. Gọi tắt là Phật - dịch là Giác (覺).
Theo Thiền sư Thích Nhất Hạnh, trả lời câu hỏi "Tại sao dùng chữ đạo Bụt?":
"Sở dĩ chúng tôi dùng chữ đạo Bụt mà không dùng chữ đạo Phật, vì chúng tôi nghĩ rằng chữ Bụt có tính dân tộc hơn chữ Phật. Các nước chung quanh chúng ta đều còn gọi Buddha là Bụt. Dân Việt Nam cho đến thế kỷ thứ XIII - XIV vẫn còn gọi Buddha là Bụt. Chỉ từ khi quân Minh sang chiếm nước ta, chúng ta mới bắt đầu bắt chước họ gọi là Phật thôi. Nếu quý vị đọc Đắc Thú Long Tuyền Thành Đạo Ca của vua Trần Nhân Tông, quý vị thấy rằng ngài vẫn dùng chữ Bụt. Tổ thứ ba của phái Trúc Lâm ngài Huyền Quang cũng dùng chữ Bụt. Thiền sư Khuy Cơ là đệ tử lớn của Tam Tạng Pháp sư Huyền Trang nói: "Chữ Buddha đáng lý phải dịch là Bụt Đà nhưng người ta đã dịch lầm là Phật". Chính những vị cao tăng bên Trung quốc đời Đường đã thấy. Như vậy sự sai lầm của một nước không có lý gì một nước khác cũng phải sai lầm theo? Chúng tôi đã cương quyết sử dụng chữ Bụt và đạo Bụt. Nếu chúng ta cần dùng danh từ Hán Việt thì chúng ta dùng Phật giáo, còn nếu đạo là đạo Bụt. Ngày Phật đản hay là ngày đản Bụt, Phật tử hay là con Bụt. Như vậy ngôn ngữ của chúng ta được giàu có thêm lên vì chúng ta không bỏ chữ Phật mà chúng ta phục hồi được chữ Bụt. Trong tác phẩm Đường Xưa Mây Trắng, chúng tôi sử dụng chữ Bụt và chữ Bụt có vẻ thân thương, gần gũi hơn chữ Phật nhiều lắm. Chắc quý vị cũng biết rõ là trong kho tàng truyện cổ tích, ca dao của nước ta, dân chúng vẫn còn duy trì cách gọi Buddha là Bụt".
Định nghĩa danh từ "Bụt" trong từ điển Việt Nam:
1. Việt Nam Từ điển của Hội Khai Trí Tiến Đức, xuất bản lần đầu tại Hà Nội năm 1931. "Bụt": Tiếng gọi Ông Phật. Văn liệu: Lành như Bụt (tục ngữ). Đất Vua, chùa làng, phong cảnh Bụt (thơ cổ).
2. Từ điển Việt Nam, Khai Trí Sài Gòn, 1971. "Bụt": Ông Phật. Bụt cũng nực cười ông ngất ngưỡng (Nguyên Công Trứ).
3. Từ điển Tiếng Việt, Nhà xuất bản Khoa Học Xã Hội, Hà Nội, 1988. "Bụt": Phật, theo cách gọi dân gian. Lành như Bụt, Bụt chùa nhà không thiêng.
4. Việt Anh Tự Điển, Nguyễn Văn Khôn, Sài Gòn, 1972. "Bụt": Buddha.

"Phật" là từ gốc Hán, bắt nguồn từ cách phát âm trong tiếng Hán ở các thời kỳ khác nhau của một từ được viết bằng chữ Hán là "佛". E. G. Pulleyblank phục nguyên cách phát âm trong tiếng Hán trung cổ sơ kỳ của từ "佛" là but. "Phật" bắt nguồn từ cách phát âm trong tiếng Hán trung cổ hậu kỳ của từ "佛". Pulleyblank phục nguyên cách phát âm trong tiếng Hán trung cổ hậu kỳ của từ "佛" là fɦjyt (do but biến đổi thành, về sau fɦjyt biến đổi thành fɦut) và fɦut (do fɦjyt biến đổi thành). Theo Pulleyblank từ "phật" trong tiếng Việt bắt nguồn từ âm fɦjyt của từ "佛".
Trong tiếng Hán tên gọi của phật đã được phiên âm từ nhiều ngôn ngữ khác nhau thành nhiều dạng, chẳng hạn như "佛陀" (âm Hán Việt: phật đà), "浮陀" (phù đà), "浮圖" (phù đồ), "浮頭" (phù đầu), "勃陀" (bột đà), "勃馱" (bột đà), "部多" (bộ đa), "部陀" (bộ đà), "毋陀" (vô đà), "沒馱" (một đà), "佛馱" (phật đà), "步他" (bộ tha), "浮屠" (phù đồ), "復豆" (phục đậu), "毋馱" (vô đà), "佛圖" (phật đồ), "步陀" (bộ đà), "物他" (vật tha), "馞陀" (bột đà), "沒陀" (một đà) vân vân. Tên gọi "phật" 佛 trong tiếng Hán thường được cho là gọi tắt của "phật đà" 佛陀, phiên âm tiếng Hán của tên gọi tiếng Phạn "buddha". Quý Tiện Lâm (季羨林) cho rằng cách giải thích này là không chính xác. Theo ông "phật" 佛 không phải là gọi tắt của "phật đà" 佛, "phật" 佛 và "phật đà" 佛陀 bắt nguồn từ hai ngôn ngữ khác nhau, tên gọi "Phật" 佛 xuất hiện trước tên gọi "phật đà" 佛陀. Theo Quý Tiện Lâm tên gọi "phật" 佛 trong tiếng Hán là phiên âm của tên gọi của phật trong một ngôn ngữ cổ nào đó thuộc ngữ tộc Iran.
Kinh Phật ban đầu không được dịch sang tiếng Hán từ tiếng Phạn hay tiếng Pali mà là dịch từ nhiều ngôn ngữ cổ ở vùng Trung Á và Tân Cương. Theo Quý Tiện Lâm trong các ngôn ngữ cổ thuộc ngữ tộc Iran tên gọi hai âm tiết "buddha" trong tiếng Phạn đã biến đổi thành tên gọi chỉ có một âm tiết, ví dụ:
- Tiếng Ba Tư trung cổ trong kinh điển bái hoả giáo: bwt
- Tiếng An Tức (安息) Ma Ni giáo (摩尼教): bwt, but
- Tiếng Túc Đặc (粟特) Ma Ni giáo: bwty, pwtyy
- Tiếng Túc Đặc Phật giáo: pwt
- Tiếng Dari: bot

## Các vị Phật
Có hai mức của Phật:

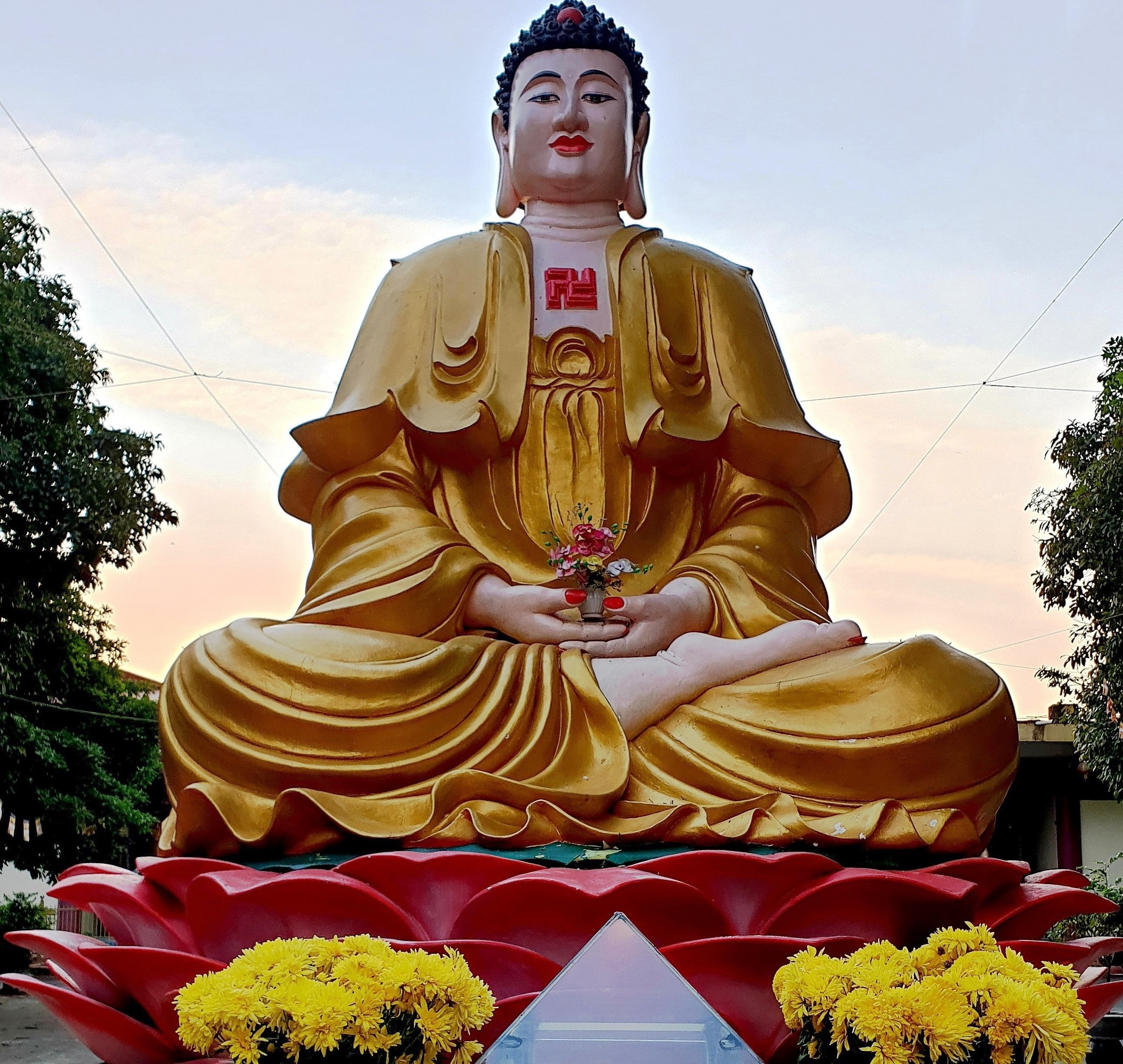
Tượng Phật ở chùa Giác Hải thuộc quận Bình Tân, Thành phố Hồ Chí Minh

- Độc Giác Phật (sa. pratyeka-buddha), là người hoàn toàn giác ngộ. Tương đương về phương diện giải thoát, về trí tuệ, công đức, trí tuệ vẫn chưa trọn vẹn bằng Chánh Đẳng Giác.
- Tam-miệu-tam-phật-đà (sa. samyak-saṃbuddha), dịch ý là Phật Chính Đẳng Chính Giác, hoặc Phật Toàn Giác, không chỉ giác ngộ mà còn có thể giáo hóa chúng sinh về những điều mình chứng ngộ. Đây là mức cao hơn so với Độc Giác Phật.

Kinh văn đôi lúc cũng nhắc đến Tam thế Phật (chữ Hán: 三世佛), nghĩa là thế gian có vô số các vị Phật, họ đã, đang hoặc sẽ xuất hiện lần lượt ở "ba đời" (thời quá khứ, hiện tại và tương lai). Khái niệm này chỉ tất cả các vị Phật trong ba đời và mười phương thế giới (trong đó Phật Nhiên Đăng đại diện cho chư Phật trong quá khứ, Phật Thích-ca là vị Phật thời hiện tại, và Phật Di-lặc tượng trưng cho chư Phật thời vị lai).
Trong Kinh Phật chủng tính (Phật sử) có nhắc tới 28 vị Phật Toàn giác trong quá khứ, bao gồm Phật Thích-ca là vị Phật thứ 28.

### 28 vị Phật trong quá khứ
Xem chi tiết: Danh vị Phật

### Phật Thích Ca Mâu Ni
Xem chi tiết: Siddhārtha Gautama

### Phật A di đà
Xem chi tiết: Phật A-di-đà

### Phật Di lặc
Xem chi tiết: Phật Di Lặc

## Phật tính
Xem chi tiết: Phật tính
Phật tính, được xem là gốc của mọi hiện tượng; mọi hiện tượng là biểu hiện của Phật tính. Nếu phái Nam tông chỉ công nhận mỗi thời đại chỉ có một vị Phật, và vị này phải là một nhân vật lịch sử và là đạo sư giáo hóa, thì Bắc tông cho rằng có vô số vị Phật được biểu hiện khác nhau. Theo quan điểm Tam thân (sa. trikāya) của Bắc tông thì Phật tính biểu hiện qua ba dạng chính và mỗi dạng Phật biểu hiện một tính chất của Chân như.
Các dạng siêu việt của Phật tính, Chân như (xem Phật gia) được kể là các vị Phật A-di-đà, Đại Nhật, Bảo Sinh, Bất Động, Bất Không Thành Tựu, Kim Cương Tát-đoá. Các vị này là thầy của các vị Bồ Tát và là giáo chủ của các Tịnh độ. Các dạng Phật siêu việt của Chân như đều có tính chất siêu thế gian, thân tâm hoàn toàn thanh tịnh, siêu việt, vô lượng thọ. Theo quan điểm Tam thân thì Báo thân Phật (sa. saṃbhogakāya) chính là hình ảnh lý tưởng của các vị Bồ Tát tự tạo nên để theo đó mà tu học. Báo thân lại chính là Chân tâm của Ứng thân, hay Hoá thân (sa. nirmāṇakāya), là thân của Phật có dạng con người sống trên địa cầu. Khoảng năm 750 của Công Nguyên, sau khi Kim cương thừa ra đời thì trong các trường phái Bắc-tông cũng chấp nhận ngoài Pháp thân (sa. dharmakāya) có thêm năm vị Phật chuyển hóa từ Pháp thân đó, được gọi là Ngũ Phật hay Phật gia, vì mỗi một vị Phật đó được xem có thêm một vị Phật lịch sử (từng sống trên địa cầu) và một vị Bồ Tát đi kèm:
1. Cùng với Phật Đại Nhật là vị Ca-la-ca-tôn-đại (sa. krakuccanda) và Phổ Hiền Bồ Tát (sa. samantabhadra).
2. Cùng với Phật Bất Động (sa. akṣobhya) là vị Ka-na-ca-mâu-ni (sa. kanakamuni) và Kim Cương Thủ Bồ Tát (vajrapāṇi).
3. Cùng với Phật Bảo Sinh là vị Phật lịch sử Ca-diếp (sa. kāśyapa) và Bảo Thủ Bồ Tát (ratnapāṇi).
4. Cùng với Phật Bất Không Thành Tựu là vị Phật Di-lặc và Phổ Chuỳ Thủ Bồ Tát (viśvapāṇi).
5. Cùng với Phật A-di-đà là đại thế chí bồ tát và Quán Thế Âm Bồ Tát (sa. avalokiteśvara).